# Zuzanna Czajkowska
Zuzanna Stanisława Czajkowska (ur. 9 listopada 1930 w Warszawie, zm. 1 marca 2017 w Józefowie) – polska dziennikarka, publicystka oraz tłumaczka.

## Życiorys
Córka Aleksandra i Jadwigi, pochodziła z rodziny o patriotycznych korzeniach. Była spokrewniona z Michałem Czajkowskim (Sadykiem Paszą) – pisarzem i działaczem niepodległościowym. w wieku 13 lat brała udział w powstaniu warszawskim. W latach 1948–1950 studiowała na Wydziale Filologii Polskiej Uniwersytetu Warszawskiego, jednocześnie występując na deskach Teatru Polskiego w Warszawie. W 1950 roku wyjechała wraz z matką do Białegostoku, gdzie została aresztowana przez funkcjonariuszy UB i skazana (jej matka otrzymała list ze Stanów Zjednoczonych od współpracownika ojca, zaś u Zuzanny znaleziono zeszyt ze wspomnieniami z powstania). Wyroki skazujące unieważniono w 1989 roku.
Pracę dziennikarki rozpoczęła w 1952 w białostockim wydaniu „Życia Warszawy”. W latach 1952–1980 była pracownicą redakcji „Słowa Powszechnego” - najpierw w oddziale w Białymstoku (do 1954), a następnie w centrali w Warszawie jako reporterka, redaktor działu kulturalnego oraz recenzentka muzyczna. Od 1981 roku podjęła pracę w „Tygodniku Solidarność”.
Była autorką licznych publikacji, dotyczących tematyki muzycznej. Dokonała pierwszego przekładu na język polski musicalu „Upiór w operze” Andrew Lloyd Webbera. Pisała również scenariusze koncertów i widowisk o tematyce patriotycznej i religijnej.
Ze związku Bernadem Ładyszem przyszedł na świat syn Aleksander Czajkowski-Ładysz.

## Nagrody i odznaczenia
W uznaniu swych zasług została odznaczona Srebrnym Medalem „Zasłużony Kulturze Gloria Artis” (2016). Otrzymała również nagrodę czasopism „Film” i „Kierunki” (1954), nagrodę i dyplom wydawcy „Słowa Powszechnego” (1955), nagrodę Stowarzyszenia Dziennikarzy Polskich i Stowarzyszenia Bibliotekarzy Polskich (1964) oraz dyplom i medal SDP za 25 lat pracy dziennikarskiej (1977). W 2020 odznaczona pośmiertnie Krzyżem Oficerskim Orderu Odrodzenia Polski.